# Ернест Барбероль
Ернест Барбероль (фр. Ernest Barberolle, 16 жовтня 1861 — 5 вересня 1948) — французький академічний веслувальник.
Срібний призер Олімпійських Ігор 1920 року в складі розпашної двійки зі стерновим.
Чемпіон Європи 1920 року в складі розпашної двійки зі стерновим, бронзовий призер 1923 року в складі розпашної двійки зі стерновим.